# Hank Aaron: Chasing the Dream
Hank Aaron: Chasing the Dream è un documentario del 1995 diretto da Michael Tollin candidato al premio Oscar al miglior documentario.